# Bilander

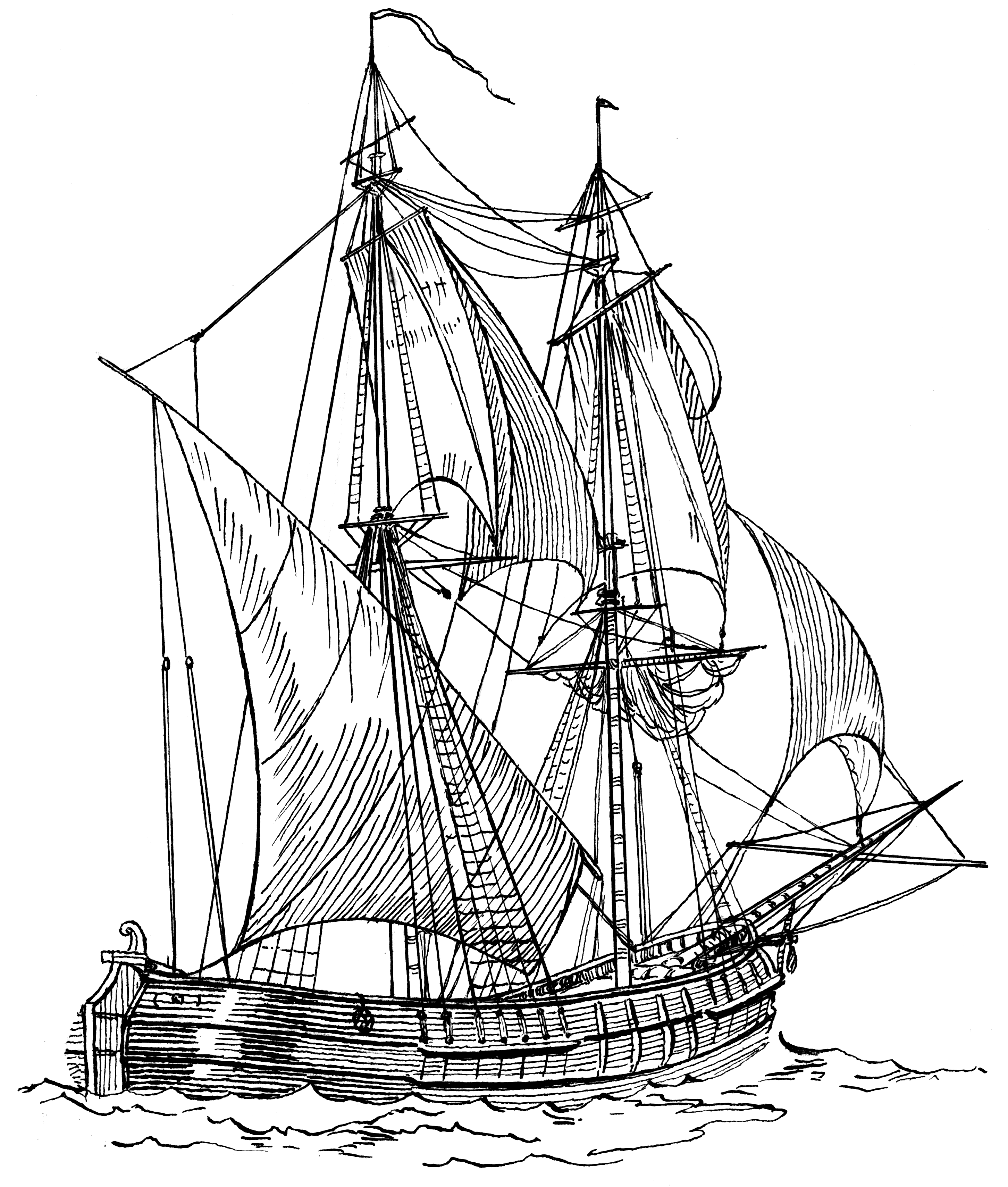
Bilander

Der Bilander (auch Billander, von ndl. binnenlander - Binnenländer) war ein zweimastiges Holz-Segelschiff holländischen Ursprungs des 17. und 18. Jahrhunderts. Der Schiffskörper war füllig und klinkerbeplankt, der Bug rund, das Ruder mit Pinne ausgelegt. Es hatte Bugspriet mit Klüverbaum, einen rahgetakelten Fockmast mit drei Rahsegeln – Focksegel, Vormarssegel und Vorbramsegel wie bei der Schnau – sowie ein bis zwei Vorsegel. Der Großmast trug jedoch anstelle eines Großrahsegels (oder Großgaffelsegels wie bei einer Brigantine) eine lange, schwere Rute mit einem Lateinersegel als Großsegel. Großmars- und Großbramsegel waren wieder als Rahsegel ausgeführt. Das Lateinergroßsegel des Bilanders galt als schwer zu handhaben, die Rute trug an der oberen Nock die Flagge. Es war meist unter 100 BRT vermessen und fuhr in der Regel im küstennahen Bereich vorwiegend als Frachtschiff bis in die Nordsee und ins Mittelmeer sowie im Binnenland der Niederlande (Nord- und Südholland, Zeudersee (heute IJsselmeer)). Noch Ende des 18. Jahrhunderts wurden Bilander in den Niederlanden verwendet. Der französische Bilander Olivier aus dem 18. Jahrhundert absolvierte 1735 eine Transatlantikreise mit Passagieren nach Charleston und Philadelphia und erlitt vor Virginia auf seiner zweiten Reise nach Nordamerika Schiffbruch.